# Reikosiella hungarica
Reikosiella hungarica is een vliesvleugelig insect uit de familie Eupelmidae. De wetenschappelijke naam is voor het eerst geldig gepubliceerd in 1959 door Erdös.